# Czapiewice
Czapiewice je vesnice v Gmině Brusy v okresu Chojnice v Pomořském vojvodství v Polsku.
Leží asi 8 kilometrů severozápadně od městečka Brusy, 27 km severně od města Chojnice a 80 km jihozápadně od okresního města Gdańsk. Ve vesnici žije 302 obyvatel.